# Otomangue-Sprachen

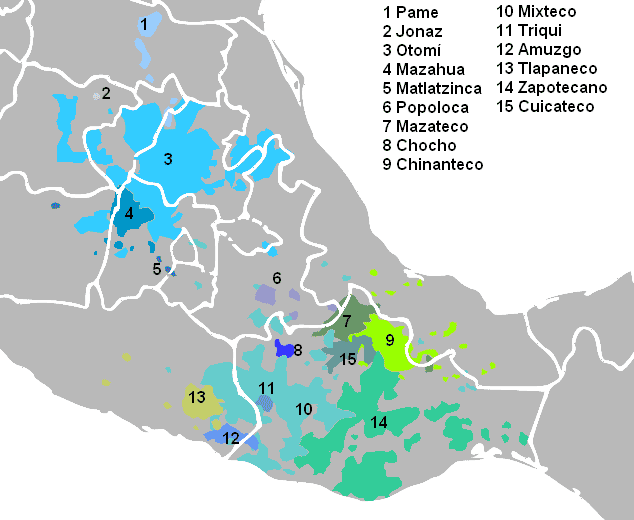
Verbreitung der Otomangue-Sprachen

Die Otomangue-Sprachen sind eine Sprachfamilie in Amerika. Sie kommt hauptsächlich in Mexiko vor. Sie gehört zu den indigenen amerikanischen Sprachen.
Der Sprachcode nach ISO 639-2 ist „oto“.

## Sprecherzahlen
Die Mesoamerikanische Sprachgruppe hat ca. 1,9 Mio. Sprecher im zentralen und südlichen Mexiko.
Die meistgesprochenen Otomangue-Sprachen sind (Stand 2020):
- Otomí (Hñähñü, Hñähño): Zentralmexiko (298.861 Sprecher)
- Mazahua (Hñatho): Zentralmexiko (153.797 Sprecher)
- Chinantekisch: Mexiko: Oaxaca, Veracruz (144.394 Sprecher)
- Tlapanekisch: Mexiko: Guerrero (147.432 Sprecher)
- Mazatekisch: Mexiko: Oaxaca, Veracruz (237.212 Sprecher)
- Zapotekisch: Mexiko: Zentral- und Ost-Oaxaca (490.845 Sprecher)
- Mixtekisch: Mexiko: Zentral- und Südwest-Oaxaca, West-Puebla, Ost-Guerrero (526.593 Sprecher)
- Amuzgo: Mexiko: Guerrero, Oaxaca (59.884 Sprecher)

## Interne Klassifikation
A. Westliche Otomangue-Sprachen
Oto-Pame-Sprachen
1. Otomi
a. Otomí (Hñähnü, Hñähño, Hñotho, Hñähü, Hñätho, Yųhų, Yųhmų, Ñųhų, Ñǫthǫ, Ñañhų): Zentral-Mexiko: Estado de México, Puebla, Veracruz, Hidalgo, Guanajuato, Querétaro, Tlaxcala, Michoacán (298.861 Sprecher)
b. Mazahua (Jñatio): Zentral-Mexiko: Estado de México und Michoacán sowie Hidalgo und Veracruz (153.797 Sprecher)
2. Chinantekisch (Chinanteco) (Tsa jujmi, juu' jmii, fáh, jmii): Zentral-Mexiko: Oaxaca und Veracruz (144.394 Sprecher)
3. Matlatzinca (auch: Tlahuica oder Ocuiltec) (Pjiekak'joo): Zentral-Mexiko: Süd-Estado de México (1.245 Sprecher)
4. Pame (Xigüe): nördliches Zentral-Mexiko: San Luis Potosí (11.924 Sprecher)
5. Chichimeca Jonaz (eza'r): nördliches Zentral-Mexiko: Guanajuato und San Luis Potosí (2.364 Sprecher)
B. Östliche Otomangue-Sprachen
Tlapaneco-Mangue-Sprachen
1. Tlapaneco-Subtiaba
a. Tlapanekisch (Me'phaa): Zentral-Mexiko: Guerrero und Morelos (147.432 Sprecher)
b. Subtiaba: Nicaragua (†)
2. Mangue
a. Mangue: Costa Rica, Nicaragua und Honduras (†)
b. Chiapaneco: Süd-Mexiko: Süd-Chiapas (†)
Popolokische Sprachen
1. Chocho–Popolocan
a. Chocho (Chocholteco) (Ngigua, Ngiwa): Zentral-Mexiko: Oaxaca (847 Sprecher)
b. Popoloca (Ngigua): Zentral-Mexiko: Puebla (17.274 Sprecher)
2. Ixcateco (Xwja): Zentral-Mexiko: Nord-Oaxaca (195 Sprecher)
3. Mazatekisch (En Ngixo): Zentral-Mexiko: Oaxaca, Puebla und Veracruz (237.212 Sprecher)
Zapotecan-Sprachen
a. Zapotekisch (Diidxazá, Didxsajin, Diža'xon, Tiits Së): Mexiko: Zentral- und Ost-Oaxaca sowie in Puebla, Veracruz und Guerrero (490.845 Sprecher)
b. Chatino (Cha'cña): Mexiko: Südwest-Oaxaca (51.612 Sprecher)
Amuzgo–Mixtecan(?)-Sprachen
1. Amuzgo (Tzañcue, Nomndaa, Ñomndaa): Zentral-Mexiko: Guerrero und Oaxaca (52.076 Sprecher)
2. Mixtecan
a. Mixtekisch (Tu'un Sávi / Dà'àn Dávi): Zentral-Mexiko: La Mixteca (Zentral- und Südwest-Oaxaca, West-Puebla, Ost-Guerrero) (526.593 Sprecher)
b. Trique (Triqui) (Tinujéi): Zentral-Mexiko: Südwest-Oaxaca (29.5454 Sprecher)
c. Cuicatec (Nduudu yu): Zentral-Mexiko: Nordwest-Oaxaca (12.961 Sprecher)